# 阿尔贝特·拉平
阿尔贝特·亚诺维奇·拉平（俄语：Альберт Янович Лапин；1899年5月15日—1937年9月21日），苏联红军将领，参与俄罗斯内战和苏波战争。1922年5月，担任苏联外贝加尔军区司令，时年22岁，为苏联历史上最年轻的司令。1925年至1926年在中国担任军事顾问。1926年2月起担任开封组参谋长。后在张家口担任参谋长。1929年担任红旗远东特别集团军参谋长，中东路事件期间参与对中国的军事行动。1937年5月17日被逮捕，9月21日在伯利的内务人民委员会监狱中自杀。1956年平反。